# Enterbrain
enterbrain（日語：エンターブレイン），現是角川集團製作經手娛樂關連雜誌、書籍的品牌。之前隸屬於角川控股集團中間持股公司MediaLeaves的旗下。
本條目包括對法人消滅前的株式會社enterbrain（日語：株式会社エンターブレイン）的介紹。

## 概要
- 前身主體為西和彥所設立的ASCII公司其中一個部門的娛樂系編輯部之第二編輯統籌本部。
- 公司名稱寓含有「要成為娛樂業（entertainment）首腦（brain）」的意思。企業標誌為紅字的eb!標記。

## 公司沿革
- 1987年1月30日－成立ASCII映画株式會社。
- 1997年－商號變更為株式會社ASCII Visual Entertainment。
- 2000年4月1日－自株式會社ASCII（之後改組為株式會社MediaLeaves），將Fami通等娛樂系的編輯部，以及營業部門、事務部門讓渡給ASCII Visual Entertainment，商號改為株式会社enterbrain。
- 2004年3月18日－連同母公司MediaLeaves被角川控股收購。
- 2005年3月－將本部自世田谷區若林遷移至千代田區三番町（本部大樓位於桂宮官邸的隔壁）。
- 2010年10月1日－MediaLeaves併入。
- 2011年3月1日－角川雜誌併入。
- 2013年10月1日－併入「株式会社KADOKAWA」成為事業品牌，公司法人消滅。

## 主要雜誌與書籍
- LOGiN（ログイン）- FC遊戲機登場以前就以電腦遊戲為中心介紹的遊戲雜誌。由該雜誌專欄所誕生的遊戲雜誌也不少。現在專門介紹成人遊戲以外的電腦遊戲。
  - B's LOG（ビーズログ）- 從『LOGiN』一個專欄裡獨立出來，少女遊戲・BL遊戲的専門誌。
- Fami通（ファミ通）- 具有高知名度的綜合遊戲雜誌。前身也是『LOGiN』的一介專欄。
  - Fami通文庫（ファミ通文庫）
- TECH Win DVD（テックウィンDVD）- 附DVD-ROM的電腦遊戲雜誌。在enterbrain營運後仍留在ASCII，於2002年5月號轉移到enterbrain。
  - TECH GIAN（テックジャイアン）- 和『E-LOGiN』是不同系統的美少女電腦遊戲雜誌。
- Magi-Cu（マジキュー）- 集合美少女角色的視覺系娛樂雜誌。其實是現在該社的玩具箱。
- Comic Beam（コミックビーム）- 創刊時的名稱是『ASCII Comic』（アスキーコミック）。特色是刊載充滿漫畫家個性的濃郁作品。
- ARCADIA（アルカディア）- 過去新聲社所發行的遊戲雜誌『GAMEST』（ゲーメスト）編輯小組，在新聲社破產時加入當時的ASCII，經過編輯交替等事情後發行的業務用遊戲專門雜誌。雖然過去被視為雜誌書，但後來成為月刊。繼承了在『GAMEST』舉行過的高得分統計等活動。此外在本雜誌月刊化以前，曾在『Fami通』一時連載專欄『週刊ARCADIA』。
- サラブレ - 賽馬雜誌，於賽馬全盛時期創刊。雖然該時期各出版社發行了多數雜誌後接踵而來的廢刊，不過該雜誌以獨到的企畫與『德貝賽馬』（ダービースタリオン）特集等，現在成為僅次於『優駿』的賽馬雜誌。
- Fami通Connect!On（ファミ通Connect!On）- 線上遊戲專門雜誌。適合家用線上遊戲機的軟體。2006年7月21日創刊。
- kamipro - 摔角、格鬥技的專門雜誌，以前是Wanimagazine社發行的雜誌『紙上職業摔角RADICAL』（紙のプロレスRADICAL）。2006年enterbrain接手，變更為現在的雜誌。

## 主要遊戲軟體
※主要發售的是自舊ASCII時代以來的作品。
- RPG製作大師系列
- 德貝賽馬系列

於FC遊戲機全盛時代末期誕生的名作。第1作發售當時的開發部門在1996年成立新公司ParityBit獨立。
- ベストプレープロ野球系列

和《德貝賽馬》並列為ParityBit的代表作。德貝賽馬、ベストプレープロ野球在2002年以後由eb!發售。
- 泪指轮传说 尤特娜英雄战记

任天堂《火焰之紋章》開發小組的一部份獨立創設的公司Tilnanog（ティルナノーグ）所開發。任天堂主張其為《火焰之紋章》類似作，而引發著作權等相關的法律訴訟。判決裡關於任天堂主張的著作權方面雖然完全未獲承認，在宣傳方面上有部分問題而由enterbrain方賠償約7600萬日圓。
- 贝里克传说

泪指轮传说開發團隊製作的泪指轮传说系列第2作。2005年5月發售。
- 真愛故事系列 - 由ビッツラボラトリー開發。
- 君吻。
- 聖誕之吻
- 戀曲寫真

## 雜記
- 曾和發行美少女遊戲雜誌的Coremagazine攜手共同開發。
- 關於enterbrain建立之初，和同為角川集團旗下MediaWorks業務上重複的問題，當時官方說法是『Fami通』、『電擊』兩品牌短時間內不會有更動。但是在美少女遊戲雜誌方面，有開始「部分整合」。

## 關連項目
- 角川控股集團
- ASCII
- MediaWorks
- MSX
- AX
- TeX
  - LaTeX
  - Publishing TeX
- 主要關連節目
  - 歌番
  - ゲームナイト・ニッポン
  - ゲームwave
  - ゲームBREAK
- 動畫
  - 格鬥小霸王
  - 時空偵探
  - 瓶詰妖精
  - 沙漠神行者
  - 英國戀物語艾瑪
  - ぺとぺとさん
  - 吉永家的石像怪
  - 甜蜜偶像
- 動畫廣播
- 線上廣播
  - Fia通（ふぃあ通）
- 過去發行的雜誌
  - Fami通DC（ファミ通DC）
  - DearMy...
  - PALETTA
  - E-LOGIN
- 日本美少女遊戲廣告賞
- Tilnanog（ティルナノーグ）（開發Tear Ring Saga）
- 濱村弘一 代表取締役社長
- Fami通文庫
- Entame大獎小說部門（由Enterbrain主辦的輕小說文學獎）

## 外部連結
- Enterbrain官方網站（页面存档备份，存于）（日語）